# Elara (Mond)
Elara (auch Jupiter VII) ist der zweitgrößte der äußeren oder irregulären Monde des Planeten Jupiter.

## Entdeckung
Elara wurde am 2. Januar 1905 von dem Astronomen Charles Dillon Perrine am Lick-Observatorium (San Jose, Kalifornien) entdeckt.
Benannt wurde der Mond nach Elara, einer Geliebten des Zeus aus der griechischen Mythologie. Ihren offiziellen Namen erhielt Elara im Jahre 1975, vorher wurde sie als Jupiter VII bezeichnet.

## Bahndaten
Elara  umkreist Jupiter in einem mittleren Abstand von 11.740.000 km in 259,60 Tagen. Die Bahn weist eine Exzentrizität von etwa 0,22 auf und ist  mit 24,8° gegenüber der lokalen Laplace-Ebene, die ungefähr mit der Bahnebene des Jupiter zusammenfällt, geneigt.
Aufgrund ihrer Bahneigenschaften wird sie der Himalia-Gruppe, benannt nach dem Jupitermond Himalia, zugeordnet.

## Physikalische Daten
Elara  hat einen mittleren Durchmesser von 86 km. Ihre Dichte ist mit 2,6 g/cm³ relativ hoch, was darauf hinweist, dass sie überwiegend aus silikatischem Gestein aufgebaut ist.
Sie weist eine sehr dunkle Oberfläche mit einer Albedo von 0,03 auf, d. h., nur 3 % des eingestrahlten Sonnenlichts werden reflektiert.